# روبرت لوسون (كاتب)
روبرت لوسون (بالإنجليزية: Robert Lawson)‏‏ (4 أكتوبر 1892 في نيويورك - 27 مايو 1957 ) كاتب، وروائي، ورسام توضيحي، وكاتب للأطفال من الولايات المتحدة.

## الجوائز
- ميدالية كالديكوت
- جائزة نيوبري

## روابط خارجية
- روبرت لوسون على موقع IMDb (الإنجليزية)
- روبرت لوسون على موقع ديسكوغز (الإنجليزية)
- روبرت لوسون على موقع قاعدة بيانات الفيلم (الإنجليزية)